# رابینسون هلیکاپتر
رابینسون هلیکاپتر «بالگردسازی رابینسون» (به انگلیسی: Robinson Helicopter) یک شرکت بالگردسازی در تورانس، کالیفرنیاست. همهٔ خطوط ساخت و مونتاژ این شرکت در جنوب شرقی فرودگاه زامپرینی فیلد قرار دارد. این شرکت سه مدل بالگرد با نام‌های آر-۲۲، آر-۴۴ و آر-۶۶ می‌سازد که دو مدل ۲۲ و ۴۴ دارای موتور پیستونی و مدل ۶۶ دارای موتور توربوشفت است.

## تاریخچه
شرکت رابینسون در سال ۱۹۷۳ به دست فرانک رابینسون مهندس سابق شرکتهای بل هلیکوپتر و هیوز هلیکوپتر بنیان‌گذاری شد و نخستین بالگرد خود را در سال ۱۹۷۹ فروخت. از آن روز تاکنون شرکت رابینسون موفق به فروش بیش از ۱۲ هزار بالگرد شده‌است.
برنامه برای ساخت و فروش مدلی با نام آر-۶۶ در سال ۲۰۰۷ ارائه شد. این مدل ۶ صندلی که توانایی حمل ۵ سرنشین را بهمراه یک خلبان داراست، از بدنهٔ مشابه با آر-۴۴ برخوردار است؛ ولی یک صندوق بار به آن اضافه شده و پهنای کابین سرنشینان نیز ۱۶ سانتیمتر افزایش یافته‌است. همچنین بجای موتور لایکومینگ، یک موتور رولز-رویس آرآر۳۰۰ بعنوان پیشرانه به کار رفته‌است.
شرکت رابینسون در سال ۲۰۱۳ بیشترین فروش جهان را داشت و توانست در یک سال کاری، ۵۲۳ بالگرد بفروشد که یک درصد نسبت به سال ۲۰۱۲ رشد داشته‌است. گرچه در سال ۲۰۱۴ تعداد ۳۲۹ فروند بالگرد فروخت. خط تولید این شرکت بطور میانگین در هر هفته دست‌کم ۱ فروند آر-۲۲، ۴ فروند آر-۴۴ و ۱ فروند آر-۶۶ می‌سازد که بنا به درخواست مشتریان است و حتی توانایی تولید ۱۰۰۰ بالگرد در سال را داراست.

## محصولات
- رابینسون آر-۲۲: ۲ صندلی
- رابینسون آر-۴۴: ۴ صندلی
- رابینسون آر-۶۶: ۶ صندلی
- بالگردنشین: شرکت رابینسون هلی‌پد نیز می‌سازد که فقط برای بالگردهای سبُک کاربرد دارد.

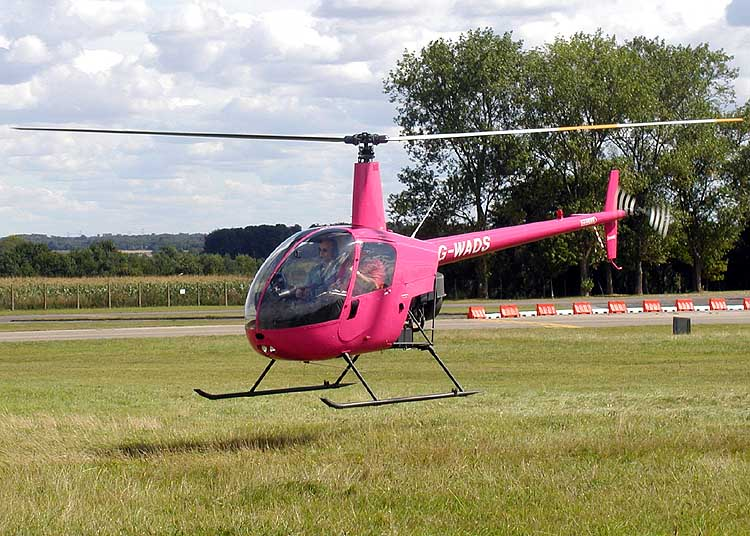
آر-۲۲
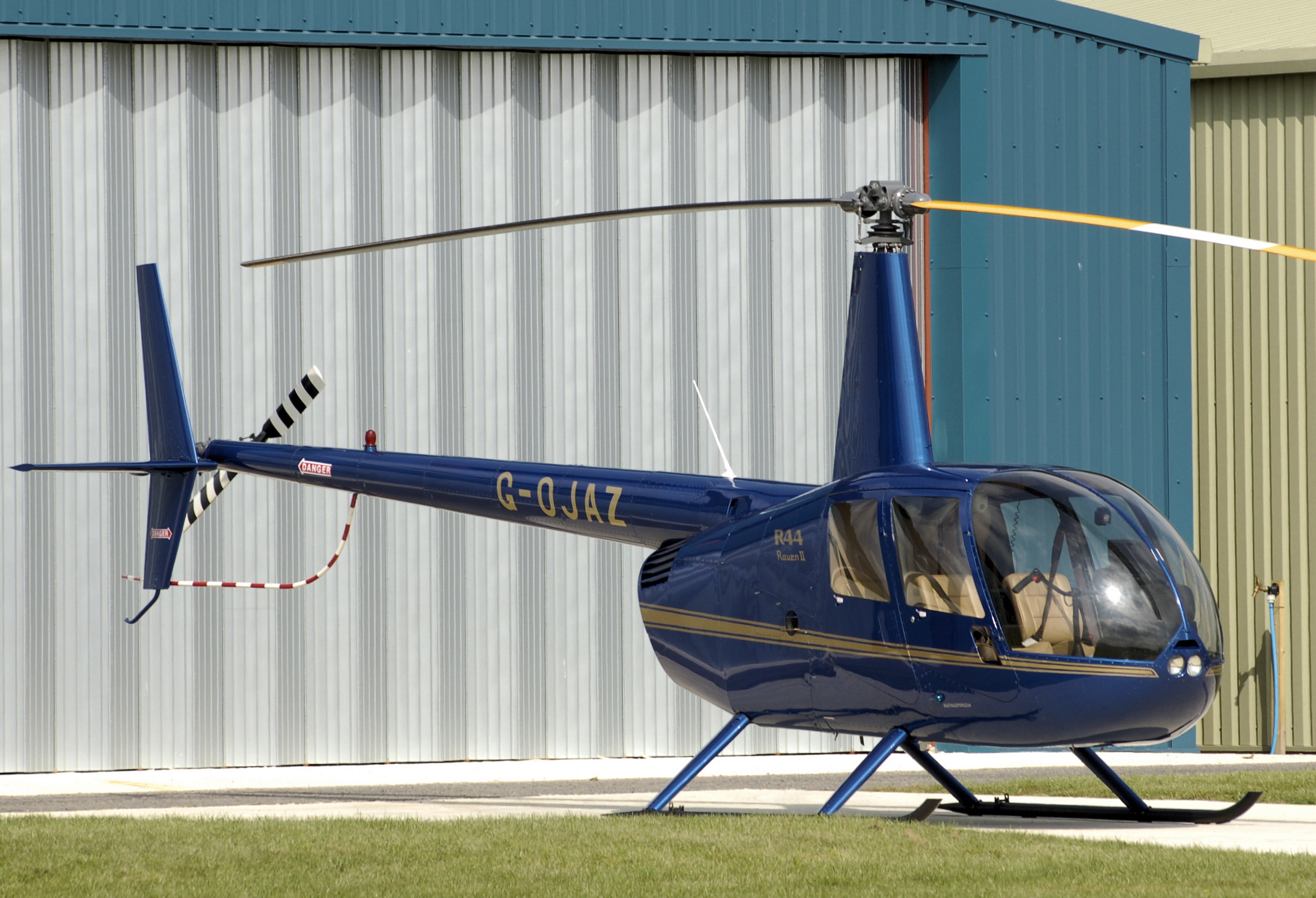
آر-۴۴
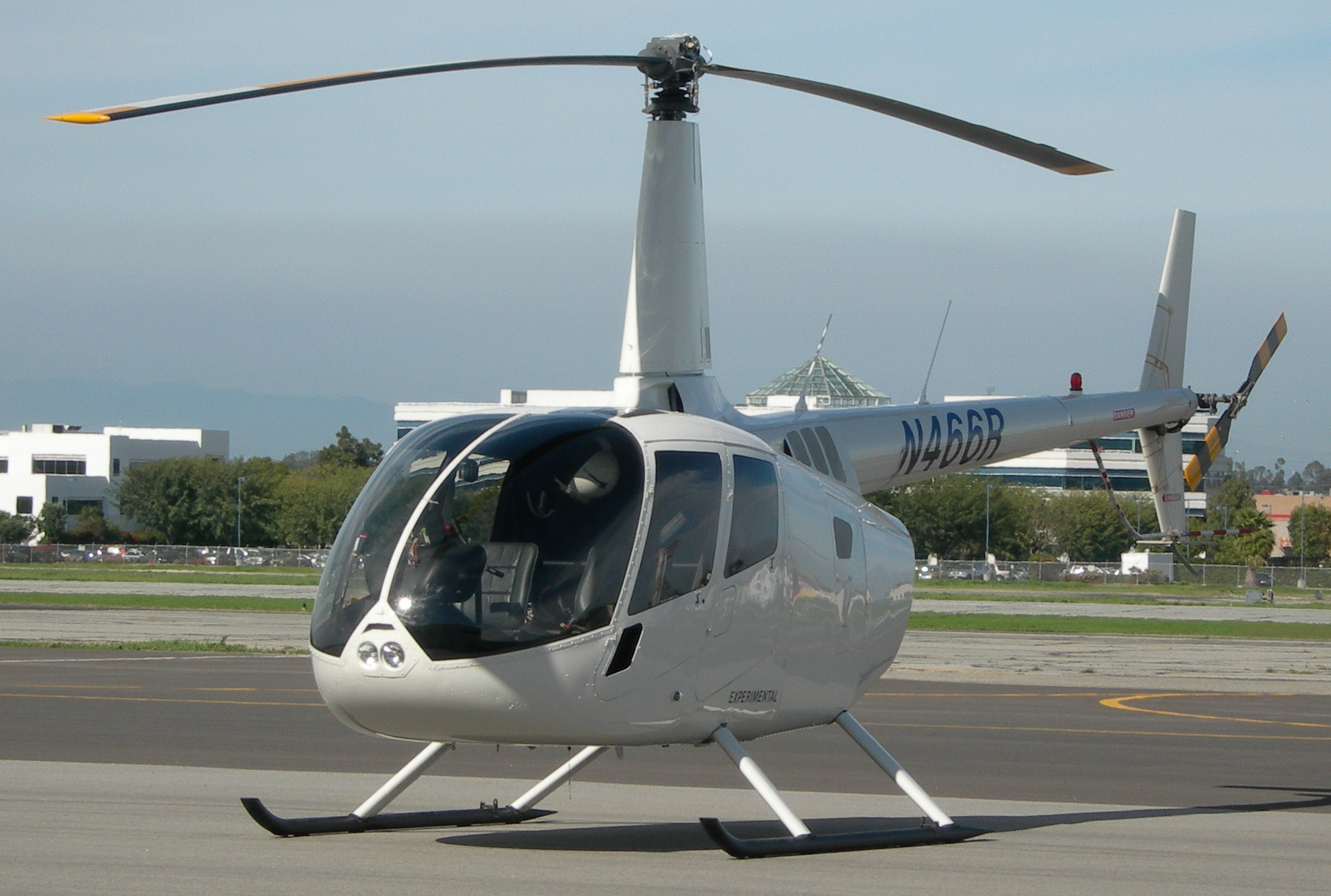
آر-۶۶

## مشکل مَست بامپینگ
مَست بامپینگ یک رویداد خطرناک در زمان پرواز بالگردهاست و هنگامی رخ می‌دهد که وزن آویخته‌شده از ملخ‌های بالگرد سبک شود. مثلاً در شرایطی رخ می‌دهد که بالگرد در امتداد یک تپه یا کوه بالا رفته و اوج می‌گیرد و با رسیدن به نوک کوه یا تپه، ناگهان به پایین شیرجه رود. در اینصورت ملخ‌ها بصورت هرز می‌چرخند و درصورتی که تلاطم هوا یا باد وجود داشته باشد موجب خواهد شد که ملخ پایین آمده و دُم یا اتاق بالگرد را قیچی کند و بالگرد در آسمان متلاشی می‌شود.

َشرکت رابینسون مخترع نوع جدید و ارزان از ملخ‌های بالگرد است که ریسک مَست بامپینگ را بسیار بالا می‌برد و تاکنون این نوع ملخ‌ها حوادث بسیاری را برای محصولات رابینسون آفریده‌اند. فناوری این نوع روتورها قدیمی است و مهندسان شرکت رابینسون برای جلوگیری از مَست بامپینگ، ملخ‌ها را بوسیلهٔ یک محور بلند از کابین و دُم بالگرد فاصله دادند. طبق آمار ارائه شده از لس آنجلس تایمز، بالگرد آر-۴۴ از سال ۲۰۰۶ تا ۲۰۱۶ تعداد ۴۲ مَست بامپینگ مرگبار داشته که بیشترین میزان این نقص را در میان همهٔ بالگردهای غیرنظامی داراست.